# Санди и Жуниор
Санди и Жуниор (порт. Sandy & Junior) — бразильский вокальный дуэт, который составляли Санди (полное имя: Санди Леа Лима (порт. Sandy Leah Lima), род. в Кампинасе в штате Сан-Паулу 28 января 1983 года) и её младший брат Жуниор (полное имя: Дурвал де Лима младший (порт. Durval de Lima Júnior), род. 11 апреля 1984 года).

## История
Санди и Жуниор — дети Дурвала де Лимы (порт. Durval de Lima) по прозвищу Шороро порт. Xororó, участника музыкального дуэта «Шитаузиньо и Шороро» порт. Chitãozinho & Xororó, популярных в Бразилии исполнителей в стиле сертанежу.
Впервые попали в поле зрения публики в 1989 году, когда выступили на телеканале Globo с песней «Maria Chiquinha». Два года спустя у дуэта вышел дебютный альбом Aniversário do Tatu на лейбле Universal. Благодаря предварявшей его выход тщательно спланированной лейблом маркетинговой компании, этот нацеленный на детскую аудиторию альбом добился успеха — было продано 250 тысяч копий. Второй альбом, Sábado à Noite, тоже предназначенный для детей, продался в 310 тысячах экземпляров.
Дуэт подрастал, и вместе с ним росла его аудитория.
Название следующему альбому, вышедшему в 1993 году и нацеленному уже на подростковую аудиторию, дала песня Tô Ligado em Você, представлявшая собой португальскоязычную версию песни «You’re the One That I Want» из мюзикла «Бриолин». Альбом продался уже в количестве 360 тысяч экземпляров. Следующий альбом, Pra Dançar com Você вышел в 1994 году. Он тоже был направлен на подростков, но был выдержан в стиле Jovem Guarda (1960-х годов). Среди вещей на нём были, в частности, каверы на песни «O Bom» Эдуардо Арауджо и «Minha Fama de Mau» Эразмо Карлоса.
Каждый альбом дуэта продавался лучше, чем предыдущий. Альбом 1995 года Você é D+, включавший хит «O Universo Precisa de Vocês», продался уже в 450 тысячах экземпляров. Следующие два альбома разошлись уже в 500 тысячах экземпляров. Потом последовал концертный альбом Era Uma Vez... Ao Vivo (1998), проданный уже в количестве 1 миллиона экземпляров.
В 1999 году у дуэта появилось собственное телевизионное шоу на телеканале Globo, озаглавленное Sandy & Junior. Популярность у телепередачи была огромной.
В том же 1999 году у дуэта вышел очередной альбом As Quatro Estações, разошедшийся уже в количестве 1,8 миллиона экземпляров. Тогда на рубеже веков дуэт достиг наибольшей популярности: следующие альбомы As Quatro Estações: O Show (2000) и Sandy e Junior (2001) тоже продались в миллионах экземпляров.
В 2000 году Санди стала лауреатом присуждаемой по результатам прямого народного голосования премии Prêmio Multishow de Música в номинации «Лучшая бразильская певица».
В апреле 2007 года Санжи и Жуниори объявил о том, что прекращают работать как дуэт. На прощанье они дали прощальное турне и выпустили альбом с записанным для телеканала MTV акустическим концертом — Acústico MTV (2007).
В 2010 году у Санди вышел дебютный сольный альбом Manuscrito.

## Репертуар
За свою карьеру дуэт записал португальскоязычные каверы на множество иностранных хитов. Среди них:
- «Sábado à Noite» (1992) — кавер на песню  «Down at the Twist and Shout» Мэри Чапин Карпентер;
- «Vamos Construir» (1992) — на «Love Can Build a Bridge» группы Judds;
- «Tô Ligado еm Você» (1993) — на «You’re the One That I Want» из мюзикла «Бриолин»;
- «Splish Splash» (1993) — на «Splish Splash» Бобби Дарина;
- «Primeiro Amor» (1993) — на «First Love» Никки Косты;
- «Com Você» (1994) — на «I’ll Be There» группы Jackson 5;
- «Nascemos pra Cantar» (1995) — на «Shambala» группы Three Dog Night;
- «Não Ter» (1996) — на «Non c’è» Лауры Паузини;
- «Etc» е Tal» (1996) — на «Any Man of Mine» Шанайи Твейн;
- «Como um Flash» — на «Flashdance… What a Feeling» Айрин Кары;
- «Inesquecível» (1997) — на «Incancellabile» Лауры Паузини;
- «Beijo é Bom» (1997) — на «Wannabe» группы Spice Girls;
- «Como Eu Te Amo» — на «I Will Always Love You» Селин Дион;
- «No Fundo do Coração» (1998) — на «Truly Madly Deeply» группы Savage Garden;
- «Imortal» (1999) — на «Immortality» Селин Дион.

## Дискография

### Студийные альбомы
| Aniversário do Tatu                                                                         | - Выход: Июнь 1991 - Формат: CD, LP, CC - Лейбл: Philips           | — | —  | - Бразилия: 310.000                      | - Бразилия PMB: золотой                              |
| Sábado à Noite                                                                              | - Выход: 1992 - Формат: CD, LP, CC - Лейбл: Philips                | — | —  | - Бразилия: 400.000                      |                                                      |
| Tô Ligado em Você                                                                           | - Выход: 1993 - Формат: CD, LP, CC - Лейбл: Philips                | — | —  | - Бразилия: 490.000                      | - Бразилия PMB: золотой                              |
| Pra Dançar com Você                                                                         | - Выход: Октябрь 1994 - Формат: CD, LP, CC - Лейбл: Philips        | — | —  | - Бразилия: 500.000                      |                                                      |
| Você É D+                                                                                   | - Выход: 1995 - Формат: CD, LP, CC - Лейбл: PolyGram • Mercury     | — | —  | - Бразилия: 550.000                      |                                                      |
| Dig-Dig-Joy                                                                                 | - Выход: Октябрь 1996 - Формат: CD, CC - Лейбл: PolyGram • Mercury | — | —  | - Бразилия: 700.000                      | - Бразилия PMB: золотой                              |
| Sonho Azul                                                                                  | - Выход: 1997 - Формат: CD - Лейбл: PolyGram • Mercury             | — | —  | - Бразилия: 780.000                      | - Бразилия PMB: платиновый                           |
| As Quatro Estações                                                                          | - Выход: Октябрь 1999 - Формат: CD - Лейбл: Universal              | — | —  | - Бразилия: 2.500.000                    | - Бразилия PMB: 2×бриллиантовый                      |
| Sandy & Junior                                                                              | - Выход: 8 октября 2001 - Формат: CD - Лейбл: Universal            | 5 | —  | - Бразилия: 1.500.000                    | - Бразилия PMB: 3×платиновый                         |
| Internacional                                                                               | - Выход: 4 июня 2002 - Формат: CD - Лейбл: Universal               | 9 | —  | - Бразилия: 700.000 - Португалия: 20.000 | - Бразилия PMB: платиновый - Португалия AFP: золотой |
| Identidade                                                                                  | - Выход: 1 октябрь 2003 - Формат: CD - Лейбл: Universal            | — | 15 | - Бразилия: 600.000                      | - Бразилия PMB: платиновый                           |
| Sandy & Junior                                                                              | - Выход: 28 апреля 2006 - Формат: CD - Лейбл: Universal            | — | 21 | - Бразилия: 250.000                      | - Бразилия PMB: платиновый                           |
| "—" обозначает альбомы, которые не вошли в музыкальные чарты или не выпускались в Бразилии. |                                                                    |   |    |                                          |                                                      |

### Концертные альбомы
| Era Uma Vez… Ao Vivo                                                                        | - Выход: 2 сентября 1998 - Формат: CD - Лейбл: PolyGram • Mercury          | —  | - Бразилия: 1.700.000 | - Бразилия PMB: 3×платиновый  |
| Quatro Estações O Show                                                                      | - Выход: 19 ноября 2000 - Формат: CD - Лейбл: Universal                    | 2  | - Бразилия: 3.000.000 | - Бразилия PMB: бриллиантовый |
| Ao Vivo no Maracanã                                                                         | - Выход: 20 декабря 2002 - Формат: CD - Лейбл: Universal                   | 10 | - Бразилия: 450.000   | - Бразилия PMB: платиновый    |
| Acústico MTV                                                                                | - Выход: 10 августа 2007 - Формат: CD, download digital - Лейбл: Universal | 18 | - Бразилия: 250.000   | - Бразилия PMB: платиновый    |
| "—" обозначает альбомы, которые не вошли в музыкальные чарты или не были выпущены в стране. |                                                                            |    |                       |                               |

### Альбомы ремиксов
| Альбом            | Детали                                                   | Позиция             | Сертификат                 |
| ----------------- | -------------------------------------------------------- | ------------------- | -------------------------- |
| Todas as Estações | - Выход: 12 февраля 2000 - Формат: CD - Лейбл: Universal | - Бразилия: 500.000 | - Бразилия PMB: платиновый |

### Сборники
| Álbum                              | Detalhes                                               |
| ---------------------------------- | ------------------------------------------------------ |
| Os Grandes Sucessos de Sandy & Jr. | - Выход: 1996 - Формат: CD - Лейбл: Philips            |
| Nascemos Pra Cantar                | - Выход: 1997 - Формат: CD - Лейбл: PolyGram • Mercury |
| Minha História                     | - Выход: 1997 - Формат: CD - Лейбл: PolyGram • Mercury |
| Criança Ajuda Criança              | - Выход: 1997 - Формат: CD - Лейбл: PolyGram • Mercury |
| Millennium                         | - Выход: 1998 - Формат: CD - Лейбл: PolyGram • Mercury |
| Sandy & Junior - Nativa FM         | - Выход: 1998 - Формат: CD - Лейбл: Universal          |
| Sandy & Junior - Band FM           | - Выход: 1999 - Формат: CD - Лейбл: Universal          |
| Yakult - Cante Com a Gente         | - Выход: 1999 - Формат: CD - Лейбл: Universal          |
| Sandy e Junior Avon - Volume 1     | - Выход: 1999 - Формат: CD - Лейбл: Universal          |
| Sandy e Junior Avon - Volume 2     | - Выход: 2000 - Формат: CD - Лейбл: Universal          |
| Sandy & Junior Pernambucanas       | - Выход: 2001 - Формат: CD - Лейбл: Universal          |
| Mundial Beauty Care                | - Выход: 2001 - Формат: CD - Лейбл: Universal          |
| Sem Limite                         | - Выход: 2001 - Формат: CD - Лейбл: Universal          |
| Gold                               | - Выход: 2002 - Формат: CD - Лейбл: Universal          |
| Vamos Pular com Sandy e Junior     | - Выход: 2002 - Формат: CD - Лейбл: Universal          |
| Sandy e Junior Avon - Volume 3     | - Выход: 2003 - Формат: CD - Лейбл: Universal          |
| Novo Millenium                     | - Выход: 2005 - Формат: CD - Лейбл: Universal          |
| Sem Limite 2                       | - Выход: 2008 - Формат: CD - Лейбл: Universal          |

### Мини-альбомы(EPs)
| Мини-альбом        | Детали                                        |
| ------------------ | --------------------------------------------- |
| Shopping Music/UOL | - Выход: 1999 - Формат: CD - Лейбл: Universal |

### Видео-альбомы
| Альбом                             | Детали                                                                      | Продажи             | Сертификат                    |
| ---------------------------------- | --------------------------------------------------------------------------- | ------------------- | ----------------------------- |
| Os Grandes Sucessos de Sandy & Jr. | - Выход: 1996 - Формат: VHS - Лейбл: Philips                                |                     |                               |
| Era Uma Vez… Ao Vivo               | - Выход: 2 сентября 1998 - Формат: VHS - Лейбл: PolyGram • Mercury          |                     |                               |
| Vem Dançar com a Gente!            | - Выход: 20 апреля 1999 - Формат: VHS - Лейбл: Universal                    |                     |                               |
| Todas As Estações - Videoclipes    | - Выход: 12 февраля 2000 - Формат: VHS - Лейбл: Universal                   |                     |                               |
| Quatro Estações O Show             | - Выход: 19 ноября 2000 - Формат: VHS - Лейбл: Universal                    | - Бразилия: 250.000 | - Бразилия PMB: бриллиантовый |
| Vamos Pular com Sandy e Junior     | - Выход: 2002 - Формат: VHS - Лейбл: Universal                              |                     |                               |
| As Melhores Aventuras do Programa  | - Выход: 2002 - Формат: VHS - Лейбл: Universal                              |                     |                               |
| Os Melhores Clipes da Série        | - Выход: 2002 - Формат: VHS - Лейбл: Universal                              |                     |                               |
| Ao Vivo no Maracanã                | - Выход: 20 декабря 2002 - Формат: VHS, DVD - Лейбл: Universal              |                     |                               |
| Sound + Vision                     | - Выход: 22 ноября 2004 - Формат: DVD - Лейбл: Universal                    |                     |                               |
| Acústico MTV                       | - Выход: 10 августа 2007 - Формат: DVD, download digital - Лейбл: Universal |                     | - Бразилия PMB: платиновый    |